# Eo Deceleico
Eo Deceleico (in greco antico: Οἶον Δεκελεικόν?, Oîon Dekeleikón) era un demo dell'Attica dalla localizzazione incerta. 
Il fatto che vi si eleggessero 3 buleuti è indice del fatto che il demo, a dispetto del suo nome ("Eo") che secondo Filocoro identificava un luogo desertico o poco popolato, contava un buon numero di iscritti; è altresì possibile che la popolazione sia aumentata in un secondo momento.

## Collocazione
Era posto certamente nella mesogea e forse a sudest di Decelea, dal quale demo avrebbe dipeso in un primo momento per divenire indipendente solo sotto Clistene: dalla sua collocazione deriva l'appellativo Deceleico, atto a distinguere questo demo dall'altrimenti omonimo Eo Ceramico. Potrebbe essere sito vicino al moderno centro di Bugiati.
A favore della collocazione nei pressi di Decelea e del fatto che inizialmente Eo dipendesse da questa vi è un importante elemento: Eo Deceleico era un importante centro della fratria dei demotionidi, molto diffusa anche a Decelea.